# Chapelle Notre-Dame des Affligés de Jumet
Pour les articles homonymes, voir Chapelle Notre-Dame des Affligés.
La chapelle Notre-Dame des Affligés est un petit édifice religieux catholique sis à Jumet, faubourg nord de la ville de Charleroi, dans la province de Hainaut (Belgique). Construite à la fin du XVIIe siècle et rehaussée d'un porche plus tard, la chapelle est classée au patrimoine culturel de Wallonie. 

## Histoire

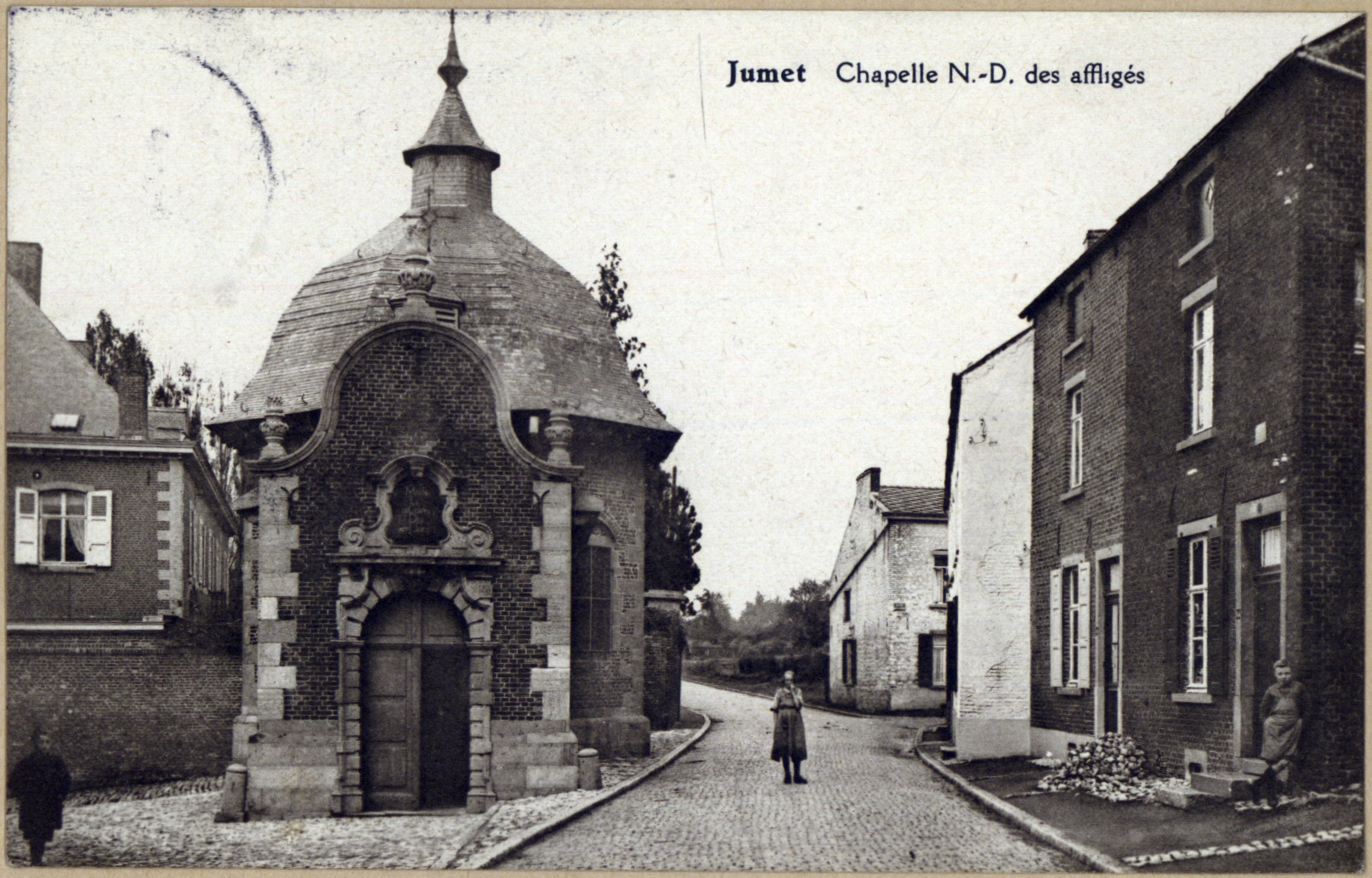
La chapelle au début du XXe siècle.

Lieu de pèlerinage connu depuis le XVIe siècle fréquenté par des pèlerins venus de Nivelles et de Bruxelles en visite au sanctuaire le 25 mars, jour de l'Annonciation et le 2 juillet, fête de la Visitation, ce n'était au départ qu'un simple bâtiment de bois. C'est entre 1677 et 1680 qu'est construite par l'abbé Wirion - curé de la paroisse - la chapelle actuelle,. Le 23 décembre 1700, un bref du pape Clément XI accorde des indulgences particulières à la chapelle. L'édifice est restauré en 1870 et classé en 1980.

## Architecture

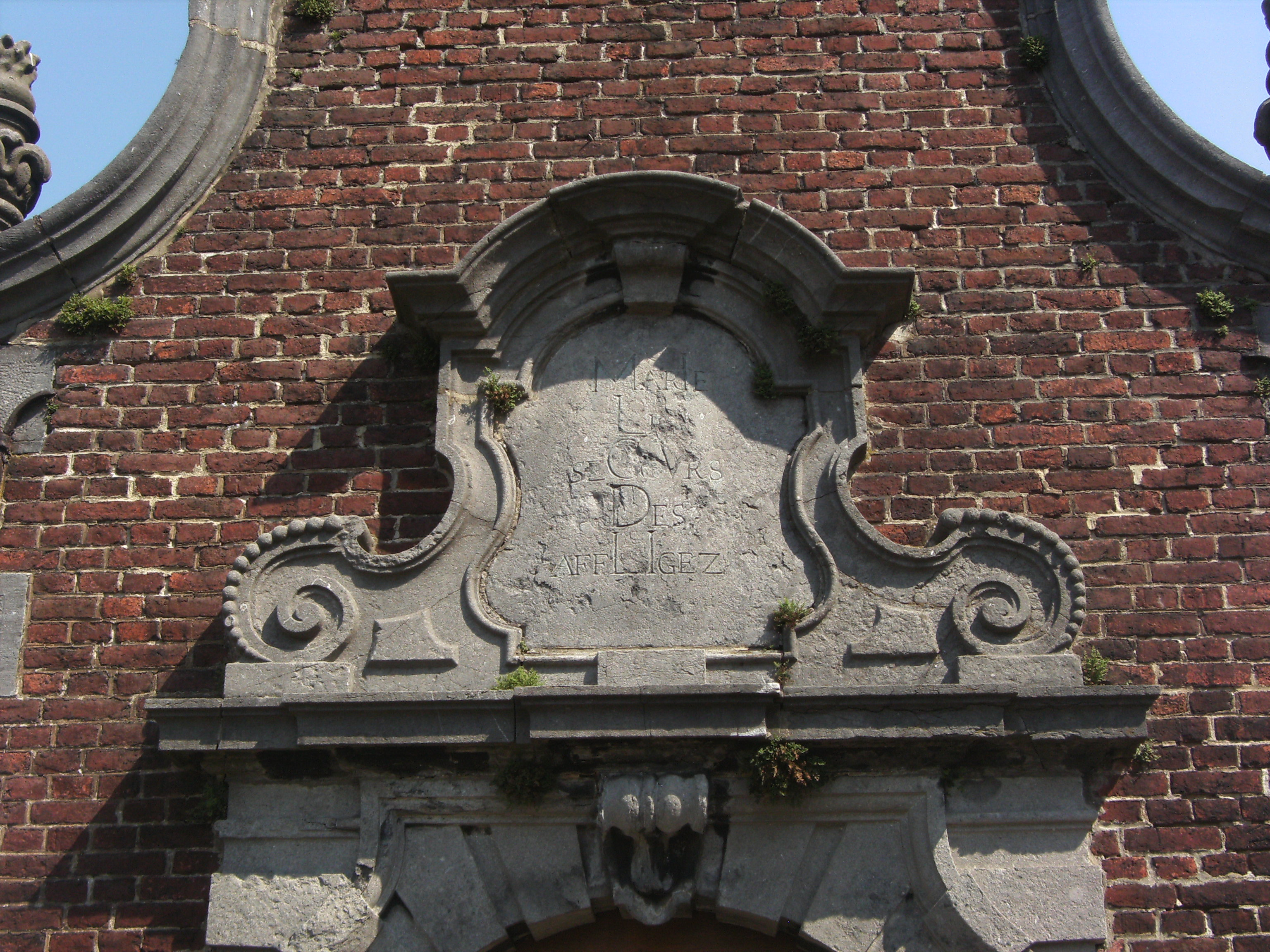
Chronogramme de 1707

La chapelle actuelle est construite en briques et pierres calcaires sur un plan octogonal. En 1707, un porche profond d'une travée, en brique et pierre d'Arquennes, agrandit l'ensemble en venant s'accoler au pan d'entrée. Porche sur soubassement en pierre de taille, terminé en doucine et couronné par un bandeau. En façade, entre deux harpes d'angle, beau portail baroque en pierre : dans un encadrement rectangulaire, porte en plein cintre à clé et flanqué de volutes, ménageant en creux un panneau avec le chronogramme « MarIe Le seCoVrs Des affLIgéz » (1707). Pignon en forme de fronton courbe, bordé de pierre moulurée, ponctué au sommet et aux retombées d'amortissements en pots à feu. De chaque côté, une fenêtre à encadrement calcaire, avec linteau échancré à clé passante et montants harpés. 
Modillons de bois chantournés portant une bâtière d'ardoises à coyaux, sommée en son centre d'un clocheton en bois, piqué d'une croix. 
Chapelle octogonale sur soubassement similaire, aveugle dans l'axe. Au centre des six panneaux latéraux, raidis par des chaînes d'angle et limités par des bandeaux, une fenêtre à encadrement calcaire sous arc de décharge de briques souligné d'un larmier de pierre, avec linteau droit et montants chaînés. À l'intérieur, ancienne porte d'entrée à linteau droit portant le chronogramme « hanC pIVs aeDeM ereXIt popVLVs » (1677) (c'est à la piété du peuple que l'on doit cet édifice),,.